# قائمة المهرجانات في قطر

## المهرجانات الدينية
رمضان
عيد الفطر
عيد الأضحى

## يوم الاحتفالات الوطنية
اليوم الوطني لدولة قطر
يوم الرياضة الوطني لدولة قطر
مهرجانات محددة
مهرجان الدوحة ترايبيكا السينمائي
مهرجان قطر للفنون
بطولة قطر ماسترز للجولف
بطولة قطر المفتوحة للتنس للرجال
بطولة قطر المفتوحة للتنس للسيدات
مهرجان قطر الدولي للأغذية

## المهرجانات السنوية
مهرجان الدوحة الثقافي